# 李啟億
李啟億（1978年10月27日—）為臺灣籃球教練、前運動員，曾效力於超級籃球聯賽中廣戰神、緯來獵人、裕隆恐龍、裕隆納智捷，曾擔任超級籃球聯賽裕隆納智捷助理教練，目前擔任超級籃球聯賽裕隆納智捷執行教練。

## 總教練執教成績：
SBL：
| 年度    | 所屬球隊   | 場次 | 勝場 | 敗場 | 勝率 | 備註                    |
| ------- | ---------- | ---- | ---- | ---- | ---- | ----------------------- |
| 18-19年 | 裕隆納智捷 | 36   | 18   | 18   | .500 | 準決賽2：4敗 富邦勇士   |
| 19-20年 | 裕隆納智捷 | 32   | 16   | 16   | .500 | 總冠軍賽3：4敗 台灣啤酒 |
| 24年    | 裕隆納智捷 | 30   | 15   | 15   | .500 | 總冠軍賽3：2勝 台灣啤酒 |
| 25年    | 裕隆集團   | 30   | 18   | 12   | .600 | 總冠軍賽3：0勝 臺灣銀行 |

## 外部連結
- 李啟億在fiba.basketball（英语）
- 李啟億在fiba.basketball（英语）
- 李啟億在fiba.basketball（英语）
- 李啟億在archive.fiba.com（存檔）（英语）
- 李啟億在archive.fiba.com（存檔）（英语）
- 李啟億在archive.fiba.com（存檔）（英语）
- 李啟億在Eurobasket.com（球員）（英语）
- 李啟億在RealGM（英语）
- 李啟億在Eurobasket.com（教練）（英语）